# George Ernest Morrison
Pour les articles homonymes, voir George Morrison.
George Ernest Morrison, 4 février 1862 – 30 mai 1920, connu également sous le nom de Peking ou Chinese Morrison, est un aventurier australien et correspondant du journal The Times à Pékin.

## Biographie
Morrison est né à Geelong, Victoria, Australie.

## Source de la traduction
- (en) Cet article est partiellement ou en totalité issu de l’article de Wikipédia en anglais intitulé « George Ernest Morrison » (voir la liste des auteurs).